# جاك والكر
جاك والكر (بالإنجليزية: Jack Walker) (و. 1888 – 1950 م) هو لاعب هوكي الجليد كندي، توفي عن عمر يناهز 62 عاماً.

## جوائز
حصل على جوائز منها:
- كأس ستانلي.

## روابط خارجية
- جاك والكر على موقع دوري الهوكي الوطني (الإنجليزية)
- جاك والكر على موقع HockeyDB.com (الإنجليزية)
- جاك والكر على موقع Hockey-Reference.com (الإنجليزية)